# Fayat (Unternehmen)
Fayat ist das viertgrößte französische Bauunternehmen nach Vinci, Bouygues und Eiffage. Fayat ist im Straßen- und Stahlbau (Castel & Fromaget) tätig sowie ein großer Hersteller von Verdichtern (Matériel Routier) mit seiner Tochtergesellschaft BOMAG. Daneben stellt das Unternehmen Straßenfertiger, Beschicker, Walzen und Fräsen durch sein schwedisches Tochterunternehmen Dynapac her. Kleine und mittelgroße Straßenkehrmaschinen werden durch den niederländischen Hersteller RAVO produziert.

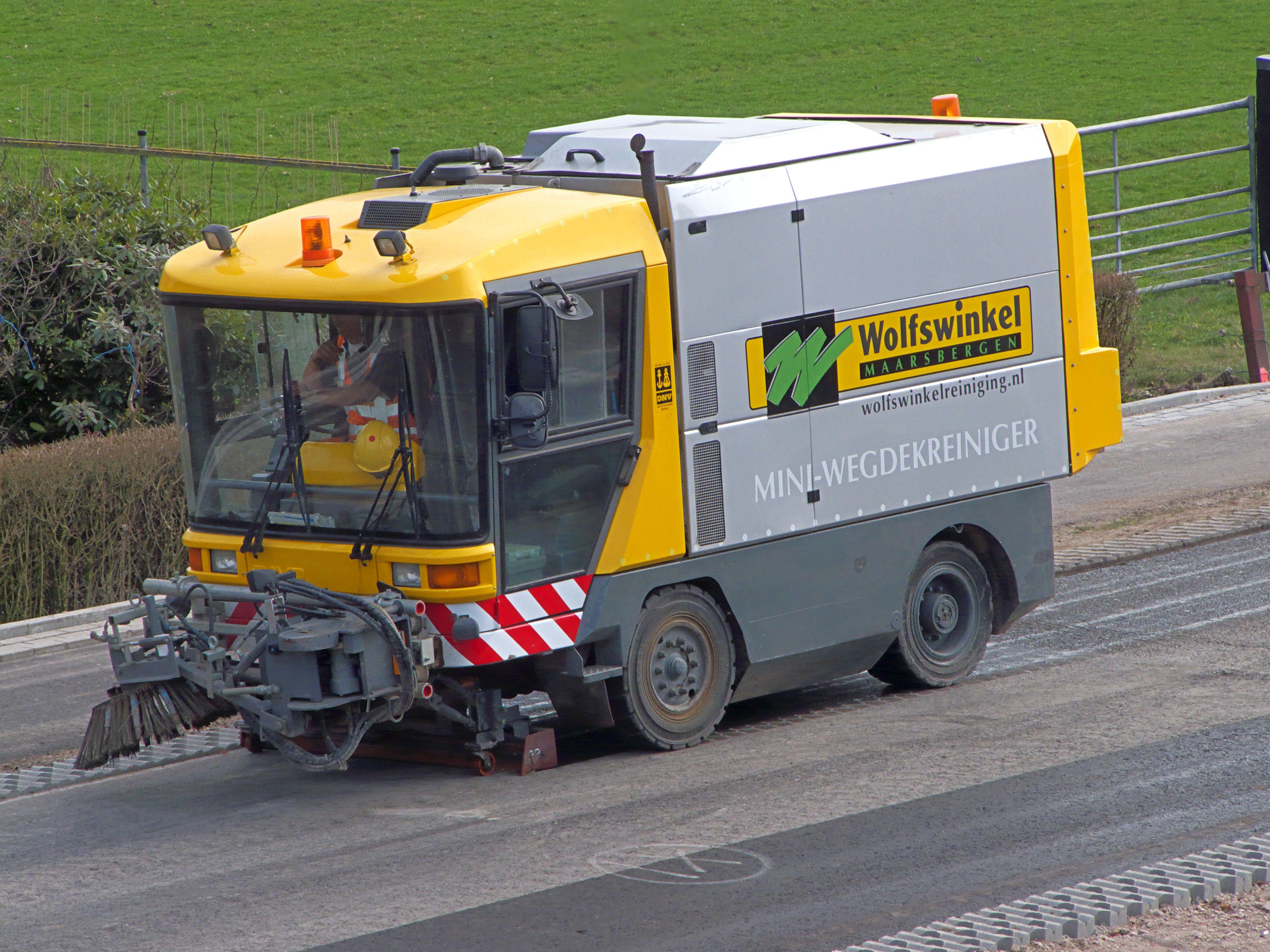
RAVO 5002 Kehrmaschine

## Geschichte
Das Unternehmen wurde 1957 vom heutigen Milliardär Clément Fayat gegründet. 2005 wurde der deutsche Hersteller von Asphaltwalzen Bomag erworben. 2009 wurde die Razel-Bec von Bilfinger Berger Ingenieurbau übernommen. Die Razel-Bec baut die LGV Rhin-Rhône und den Jules-Horowitz-Reaktor in Cadarache. Ebenfalls im Jahre 2009 übernahm Fayat den niederländischen Hersteller von Kehrmaschinen RAVO.
Im Januar 2017 gab Fayat bekannt, den Bereich Road Construction Equipment mit der Marke Dynapac von Atlas Copco zu übernehmen. Die Übernahme wurde zum 5. Oktober 2017 abgeschlossen.